# Wehmingen
Wehmingen ist ein Ortsteil der Stadt Sehnde, südöstlich von Hannover.

## Geschichte
Das älteste erhaltene Dokument, das Wehmingen erwähnt, stammt aus dem Jahr 1240.
Bei Bränden im Sommer 1857 in Bolzum und Wehmingen wurden viele Bürger geschädigt. Etwa die Hälfte aller Gebäude wurde in Mitleidenschaft gezogen. Das Feuer entstand in Bolzum, angeblich durch mit Feuer spielende Kinder. Für die Geschädigten wurde in Sarstedt eine Sammlung durchgeführt, die einen Betrag von 250 Talern ergab, der je zur Hälfte den Gemeinden übergeben wurde.
Am 1. März 1974 wurde die zum Landkreis Hildesheim-Marienburg gehörende Gemeinde Wehmingen in die Gemeinde, heute Stadt Sehnde eingegliedert.

## Politik
Ortsbürgermeisterin ist Maike Vorholt (parteilos).

## Kultur und Sehenswürdigkeiten

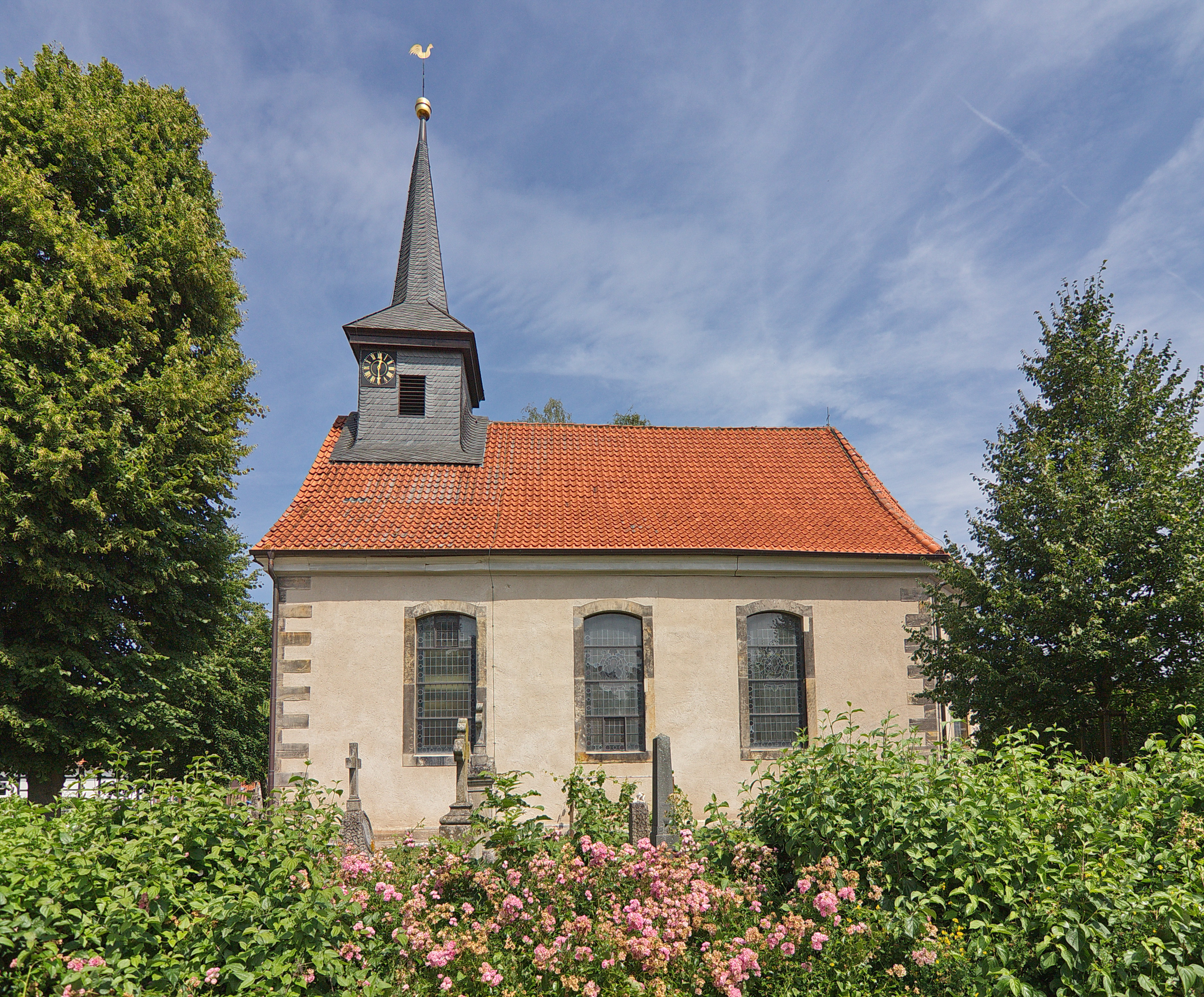
Ev. Kirche

- Über die Kirche in Wehmingen heißt es 1865 in der Zeitschrift des Historischen Vereins für Niedersachsen: „190: Kirche zu Wehmingen. Die jetzige Kirche, 1798 bis 1799 erbauet, 65 Fuß lang, 37 Fuß breit, hat schlichte Bruchsteinmauern, eine übertünchte Decke und auf dem westlichen Ende des Daches einen kleinen Thurm. – Kirchenbücher seit 1730.“[6]
- Der gut erhaltene ehemalige Wasserturm von Wehmingen steht unter Denkmalschutz und wird heute privat genutzt.[7]
- Auf dem Gelände des ehemaligen Kalibergwerks und Bundeswehrstandorts Hohenfels in Wehmingen wird in privater Trägerschaft und ehrenamtlich das Hannoversche Straßenbahn-Museum betrieben.[8]

## Baudenkmäler

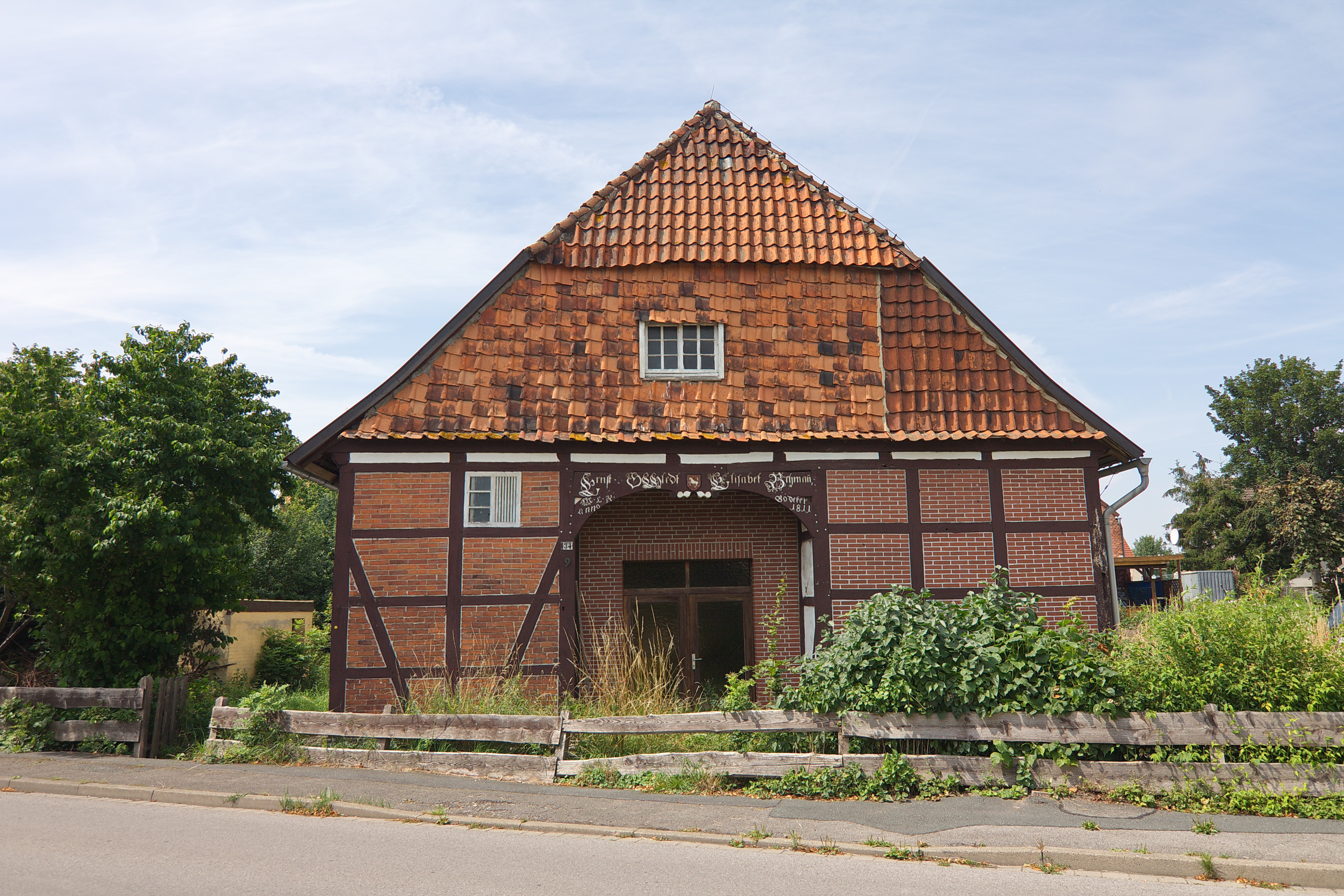
Fachwerkbau
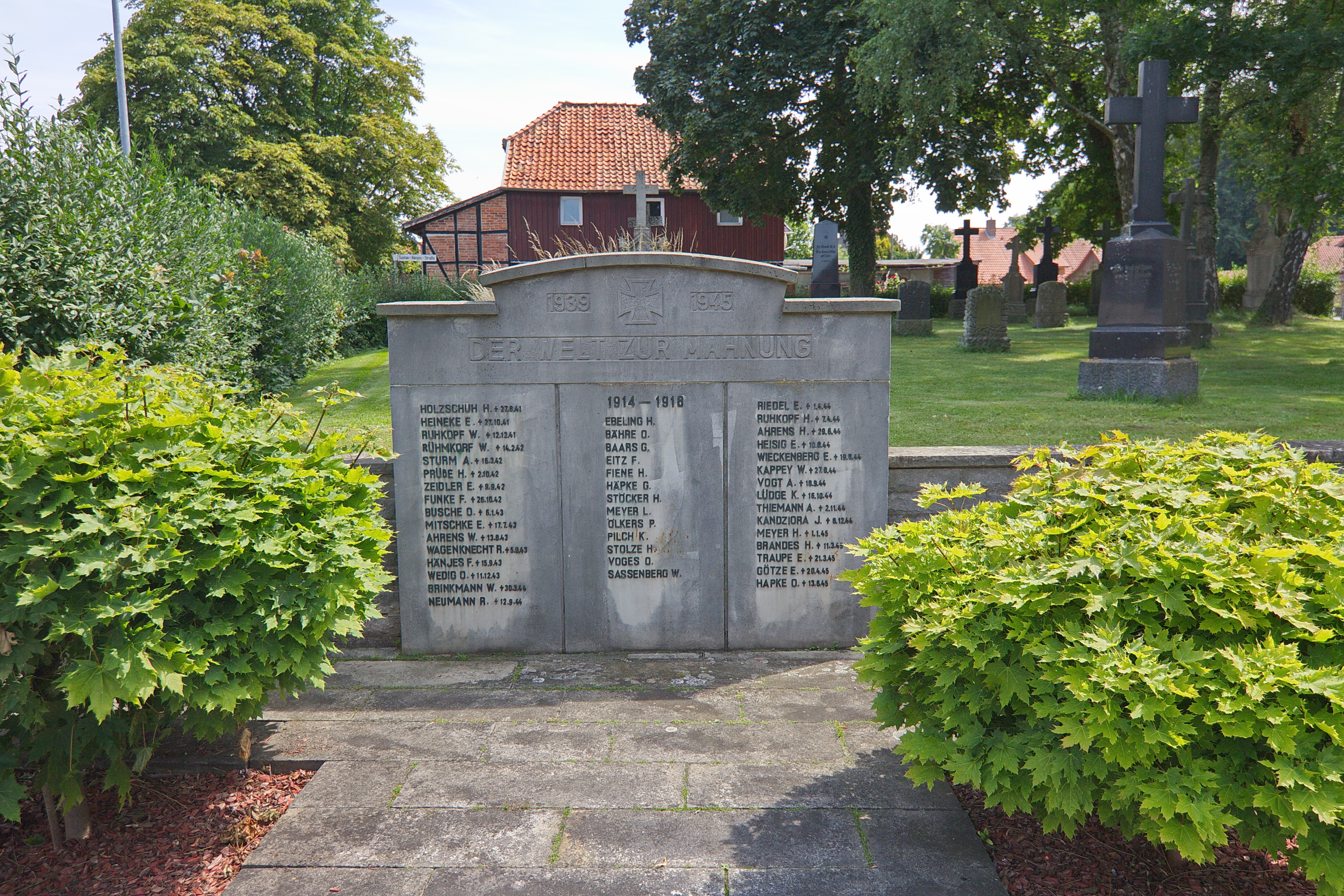
Kriegerdenkmal
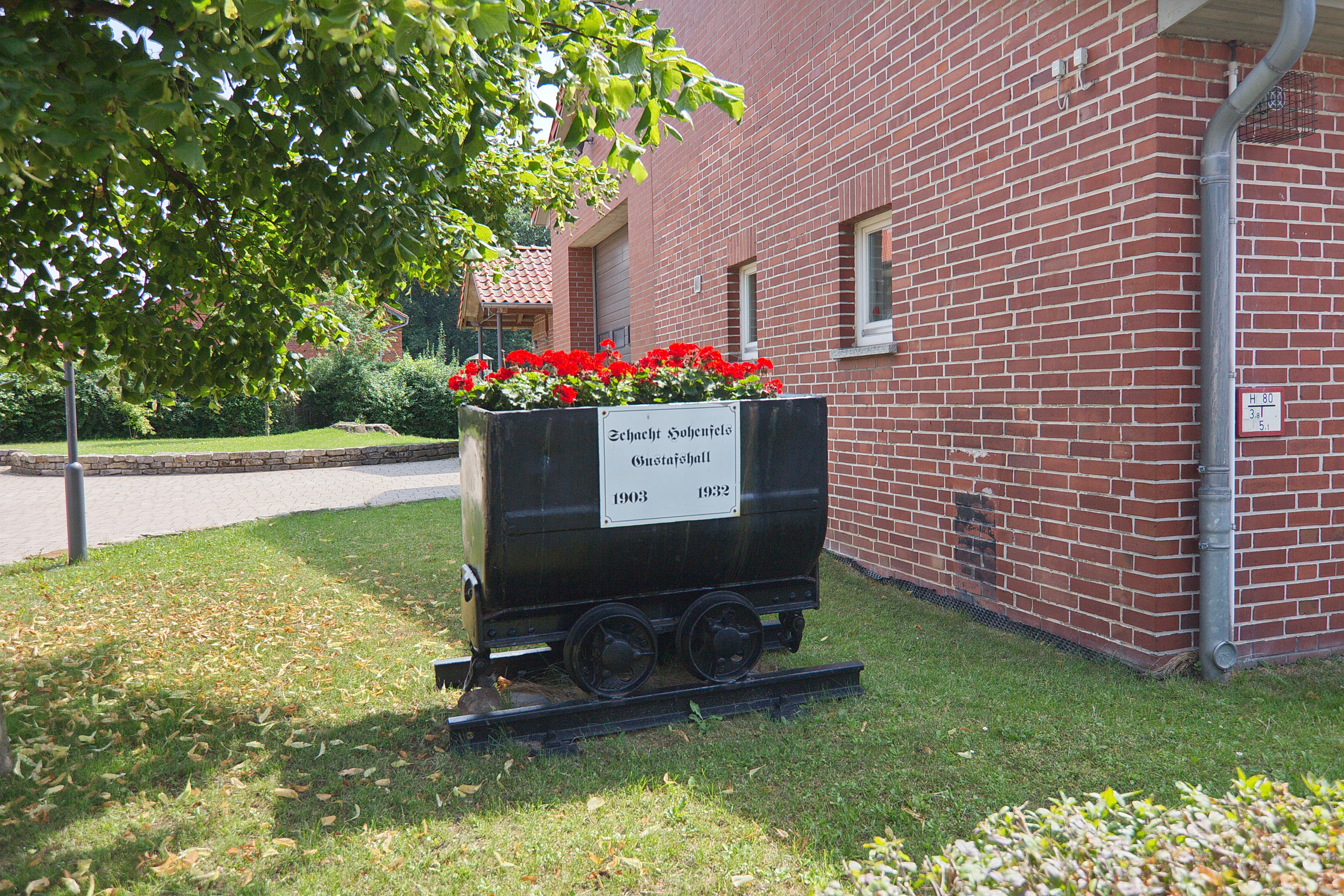
Vor dem Schulhaus
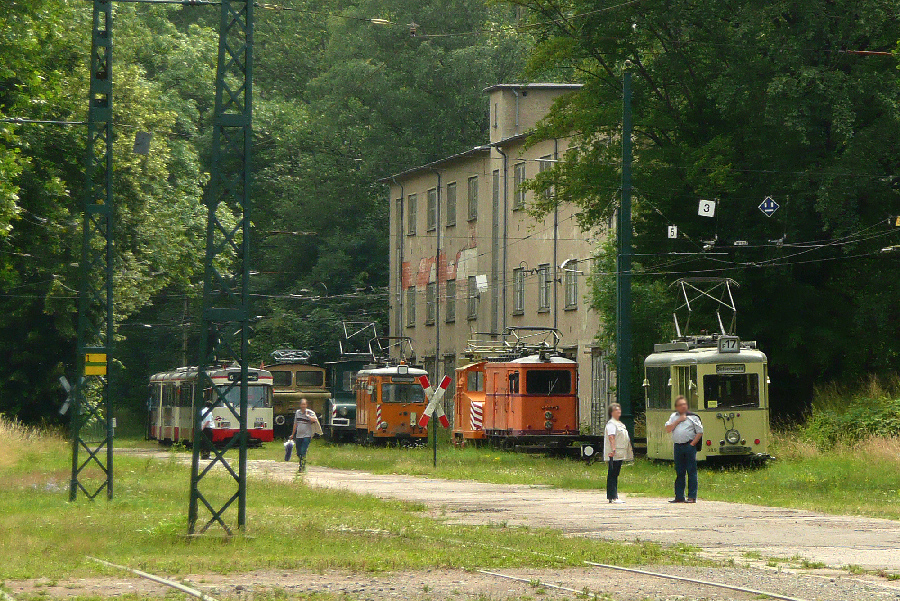
Straßenbahnmuseum

## Wirtschaft und Infrastruktur

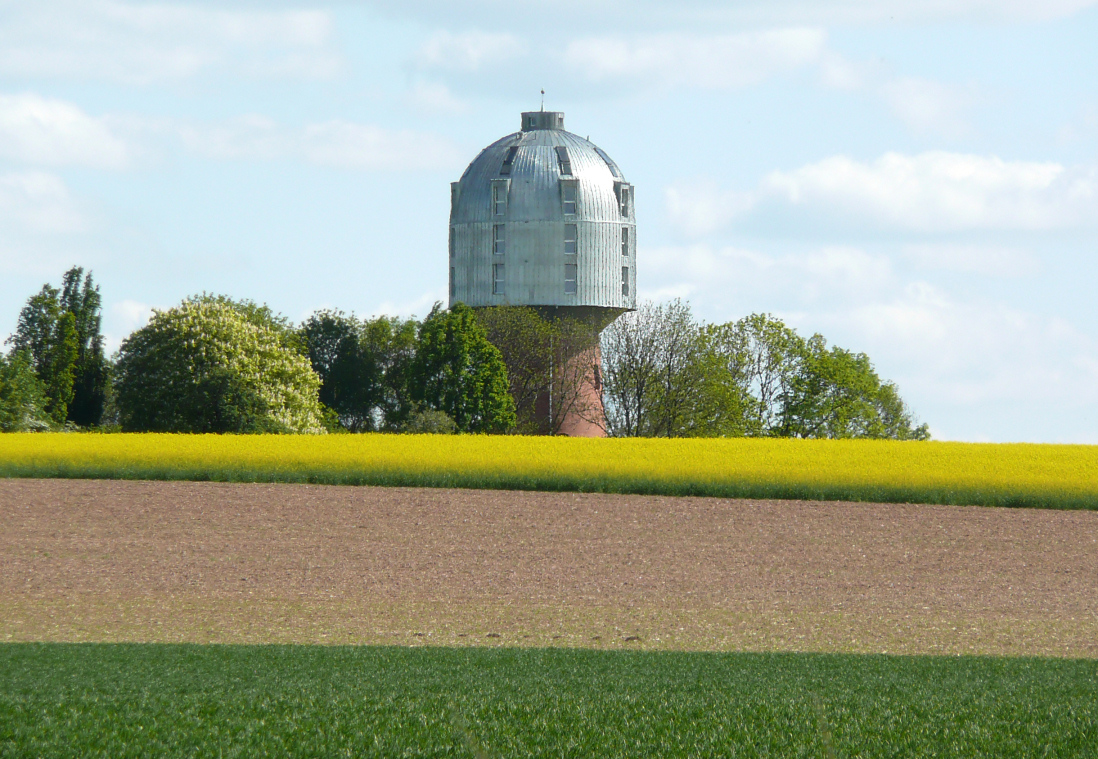
Wasserturm Wehmingen

Viele Jahrzehnte war der Kalibergbau wichtigster Industriezweig. Das erste Kalibergwerk wurde ab 1897 in Hohenfels, das heute zu Wehmingen gehört, abgeteuft und 1902 mit der Förderung begonnen. Zwar wurde die Förderung hier bereits 1927 stillgelegt, im Kernort Sehnde und im Ortsteil Ilten wurde bis in die 1990er Jahre Kali für die Dünger- und Streusalzproduktion gefördert. Eine angegliederte Düngemittel- und Streusalzfabrik wird weiterhin betrieben. Wehmingen verfügt über eine Bushaltestelle in Richtung Sehnde und eine Bushaltestelle in Richtung Bemerode.